# Thuộc địa của các Nghệ sĩ Darmstadt
Thuộc địa của các Nghệ sĩ Darmstadt đề cập đến một nhóm các nghệ sĩ theo phong cách Thanh niên cũng như các tòa nhà tại Mathildenhöhe ở Darmstadt, nơi mà các nghệ sĩ sống và làm việc. Họ phần lớn được tài trợ bởi những người bảo trợ và làm việc cùng với những thành viên khác trong nhóm. UNESCO đã công nhận thuộc địa của các Nghệ sĩ tại Mathildenhöhe ở Darmstadt là Di sản thế giới vào năm 2021.

## Thành lập
Mathildenhöhe được thành lập vào năm 1899 bởi Ernst Ludwig, Đại công tước xứ Hesse. Phương châm của ông là "Vùng đất Hessen của tôi sẽ phát triển rực rỡ và trong đó có nghệ thuật", và ông mong đợi sự kết hợp giữa nghệ thuật và thương mại sẽ tạo ra động lực kinh tế cho vùng đất của ông. Mục tiêu của nó là phát triển các hình thức xây dựng và cuộc sống hiện đại hướng tới tương lai. Để đạt được mục tiêu này, Ernst Ludwig đã tập hợp một số nghệ sĩ theo trường phái Tân nghệ thuật ở Darmstadt lúc bấy giờ gồm Peter Behrens, Paul Bürck, Rudolf Bosselt, Hans Christiansen, Ludwig Habich, Patriz Huber và Joseph Maria Olbrich.

## Triển lãm lần thứ nhất
Triển lãm lần thứ nhất vào năm 1901 với tiêu đề "một khảo chứng của nghệ thuật Đức". Cuộc triển lãm là các ngôi nhà đơn lẻ của Mathildenhöhe, xưởng vẽ và các công trình tạm. Triển lãm được khai mạc vào ngày 15 tháng 5 với một lễ hội do Peter Behrens đề xuất nhằm truyền cảm hứng và đón nhận sự quan tâm vượt xa khỏi Darmstadt, nhưng cuối cùng nó đã kết thúc vào tháng 10 năm 1901 với một khoản lỗ tài chính lớn.
- Nhà Ernst Ludwig: Được xây dựng như một xưởng sản xuất chung theo kế hoạch do Joseph Maria Olbrich đưa ra.[9] Olbrich đã từng làm việc như một kiến trúc sư và là nhân vật trọng tâm trong nhóm các nghệ sĩ, Peter Behrens ban đầu chỉ tham gia với tư cách là một họa sĩ và một người vẽ tranh minh họa. Công trình này bắt đầu được xây dựng vào ngày 24 tháng 3 năm 1900. Xưởng vẽ vừa là nơi làm việc vừa là địa điểm tổ chức cuộc họp mặt các nghệ sĩ. Ở giữa là phòng họp với các bức tranh của Paul Bürck và ba phòng vẽ của nghệ sĩ mỗi bên. Có hai căn phòng ngầm dưới đất nhằm mục đích kinh doanh. Lối vào chính của nó bên cạnh hốc tường được trang trí bằng các họa tiết mạ vàng. Hai bức tượng cao 6 mét ở hai bên lối vào là tác phẩm của Ludwig Habich. Nhà của các nghệ sĩ được sắp xếp thành nhóm xung quanh xưởng vẽ. Vào cuối những năm 1980, bảo tàng Thuộc địa của các Nghệ sĩ Darmstadt đặt tại nhà Ernst Ludwig, nơi trưng bày những tư liệu lịch sử về thuộc địa của các Nghệ sĩ Darmstadt.[10]
- Nhà của các Nghệ sĩ: Các nghệ sĩ có thể mua đất đai ở khu vực thuận lợi và xây dựng những ngôi nhà trưng bày trong các cuộc triển lãm. Chỉ có Olbrich, Christiansen, Habich và Behrens có đủ khả năng xây nhà của riêng mình nhưng vẫn có tám ngôi nhà đầy đủ tiện nghi trong cuộc triển lãm đầu tiên. Các ngôi nhà chính là những nỗ lực kết hợp kiến trúc, thiết kế nội thất, thủ công mỹ nghệ và hội họa.
- Nhà của Wilhelm Deiters: Wilhelm Deiters là người quản lý Mathildenhöhe. Ngôi nhà của ông được thiết kế bởi Joseph Maria Olbrich, người cũng chịu trách nhiệm về phần nội thất tầng trệt.[11] Đây là ngôi nhà nhỏ nhất trong số các ngôi nhà và hình thức đặc biệt của nó là do vị trí mà nó được xây dựng nằm ở nút giao của hai con phố. Nó sống sót sau chiến tranh mà không bị tổn hại đáng kể nào và được khôi phục lại hình dáng ban đầu vào năm 1991–1992 sau một số nỗ lực để cải tạo và thiết kế lại.[12] Đây từng là trụ sở của Viện Ngôn ngữ Ba Lan tại Đức từ năm 1996 đến năm 2016.[13]
- Nhà Glückert lớn: Joseph Maria Olbrich thiết kế ngôi nhà này cho Julius Glückert.[14] Đây là công trình lớn nhất trong triển lãm. Julius Glückert là nhà sản xuất đồ nội thất và là người quảng bá quan trọng cho thuộc địa. Ông dự tính bán ngôi nhà này ngay sau khi nó hoàn thành nhưng thay đổi quyết định không lâu trước khi hoàn thành là để sử dụng nó cho một cuộc triển lãm lâu dài các tác phẩm nghệ thuật ra đời trong xưởng vẽ. Ngôi nhà đã bị phá hủy một phần trong Thế chiến II, sau đó được xây dựng lại và được trùng tu vào những năm 1980. Ngày nay nó được sử dụng bởi Học viện Ngôn ngữ và Thơ ca Đức.[15]
- Nhà Glückert nhỏ: Ngôi nhà này cũng được thiết kế bởi Joseph Maria Olbrich. Các tác phẩm điêu khắc ở mặt tiền là tác phẩm của Rudolf Bosselt. Patriz Huber chịu trách nhiệm thiết kế nội thất. Bosselt đã bắt đầu xây dựng ngôi nhà, nhưng không đủ khả năng trang trải chi phí xây dựng. Glückert do đó đã tiếp quản ngôi nhà và thanh toán chi phí xây dựng. Hình dáng hiện tại của nó gần đúng với ban đầu.
- Nhà của Peter Behrens: Peter Behrens là một kiến trúc sư tự học.[16] Ông là người tự thiết kế và trang trí nội thất cho ngôi nhà. Chính điều này đã tạo ra sự nhất quán cho ngôi nhà này. Tuy nhiên, nó cũng là ngôi nhà đắt nhất trong triển lãm với tổng chi phí lên đến 200.000 Mác Đức lúc bấy giờ. Behrens cũng không ở trong ngôi nhà đó, thay vào đó ông bán nó ngay sau khi triển lãm kết thúc. Tòa nhà bị hư hại nặng nề trong Thế chiến II nhưng ít nhất phần lớn bên ngoài đã được khôi phục lại nguyên trạng. Một số đồ đạc và vật dụng dường như đã được di dời khỏi ngôi nhà trước đó và do đó chúng vẫn tồn tại.
- Nhà của Joseph Maria Olbrich: Nhà riêng của Olbrich tương đối rẻ với 75.000 Mác. Tòa nhà có mái hồi màu đỏ xuống đến tầng trệt ở phía bắc. Chính Olbrich cũng đã thiết kế toàn bộ nội thất. Ngôi nhà bị hư hại nặng nề trong Thế chiến II.[17] Nó được xây dựng lại vào năm 1950–1951, mặc dù mọi thứ phía trên tầng trệt đã hoàn toàn thay đổi. Chỉ có gạch lát trắng và xanh trên mặt tiền gợi nhớ lại công trình ban đầu. Nó được sử dụng bởi Viện Ngôn ngữ Ba Lan tại Đức từ năm 1980 đến 1996.
- Nhà của Ludwig Habich: Joseph Maria Olbrich là kiến trúc sư của ngôi nhà Ludwig Habich,[18] là xưởng vẽ và nơi ở của nhà điêu khắc Ludwig Habich. Patriz Huber chịu trách nhiệm thiết kế nội thất. Tòa nhà đáng chú ý với mái bằng và hình khối vững chắc. Sau khi bị hư hại nghiêm trọng trong chiến tranh, nó đã được xây dựng lại vào năm 1951 với những thay đổi nhất định về các chi tiết nhưng phù hợp với kế hoạch ban đầu.
- Nhà của Hans Christiansen: Ngôi nhà Christiansen do Olbrich thiết kế theo mong muốn của họa sĩ Hans Christiansen. Mặt tiền bị chi phối bởi các mảng màu lớn, nhưng trang trí đôi khi cũng mang tính tượng hình. Nó được vẽ bởi Christiansen và cung cấp nhiều tài liệu để thảo luận. Christiansen và gia đình sống trong ngôi nhà này khá lâu, mặc dù những năm sau đó, ông đã không còn làm việc ở Darmstadt. Tòa nhà đã bị phá hủy hoàn toàn trong Thế chiến II và không được xây dựng lại. Một khoảng trống được để lại nơi nó đã đứng sừng sững, điều này cũng làm mất đi sự đối xứng ban đầu của khu vực.
- Nhà của Georg Keller: Ngôi nhà được xây dựng cho Georg Keller theo thiết kế do Joseph Maria Olbrich vạch ra. Sau khi bị phá hủy trong chiến tranh, nó đã được xây dựng lại hoàn toàn khác.

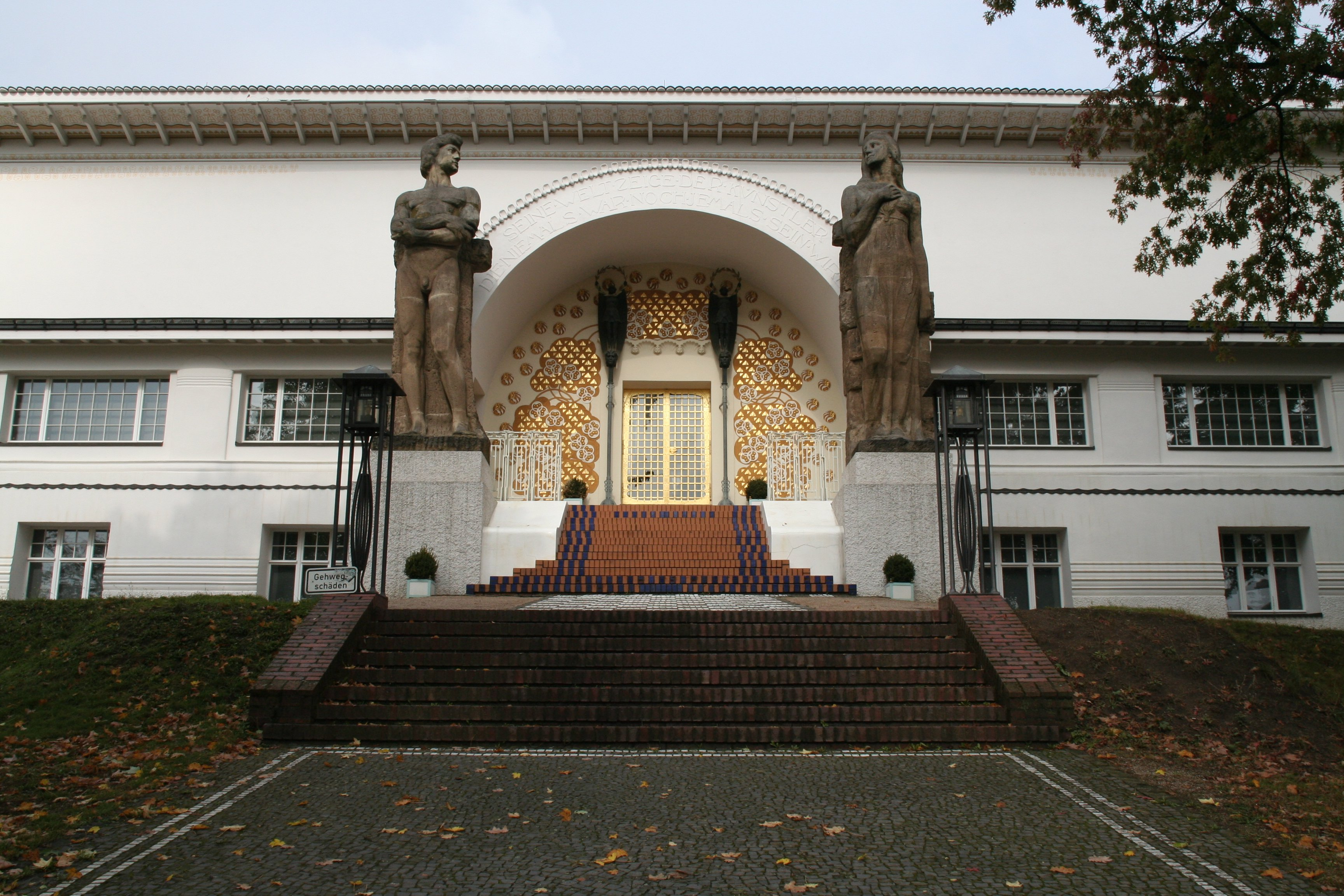
Nhà Ernst Ludwig
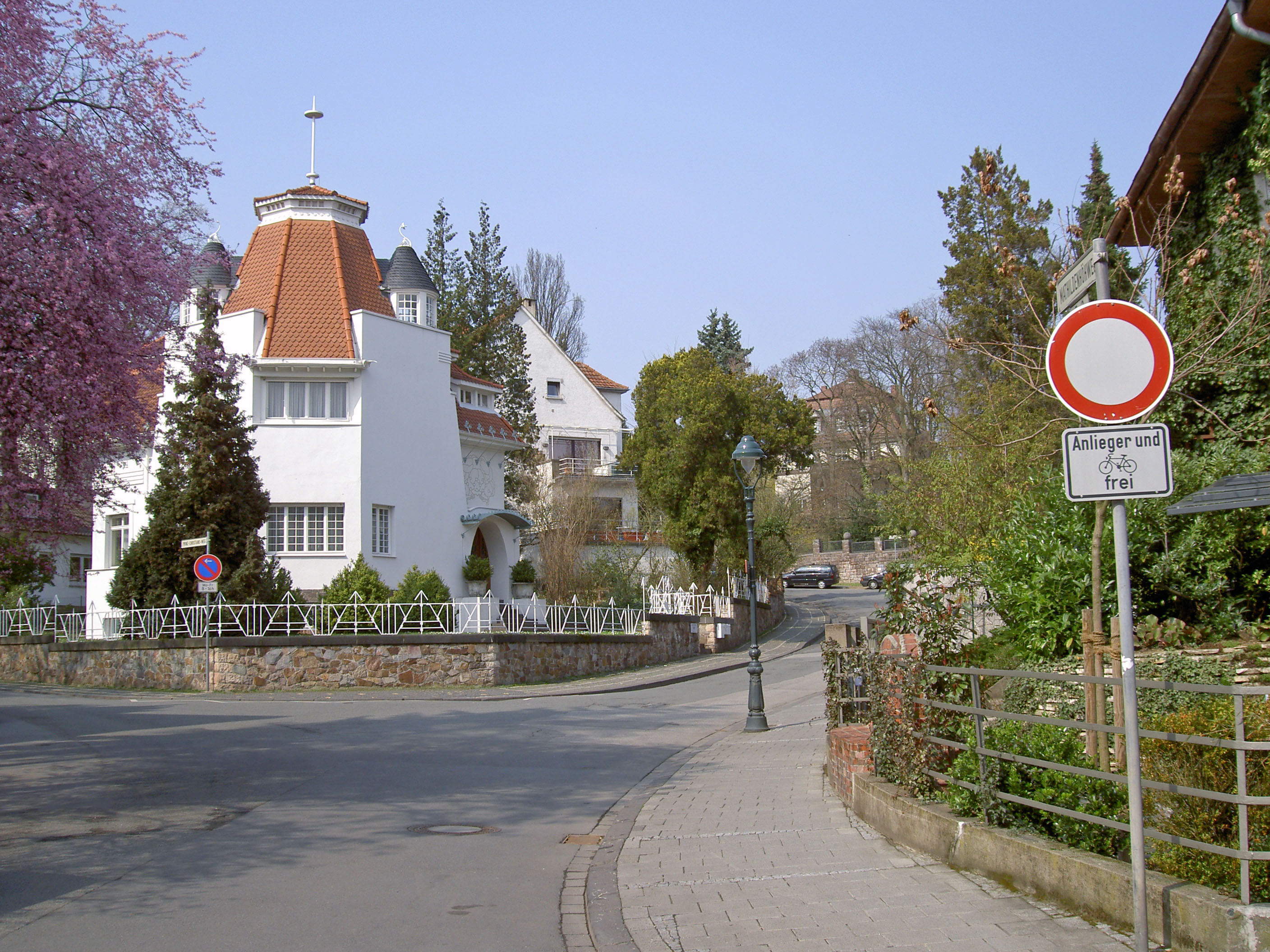
Nhà của Wilhelm Deiters
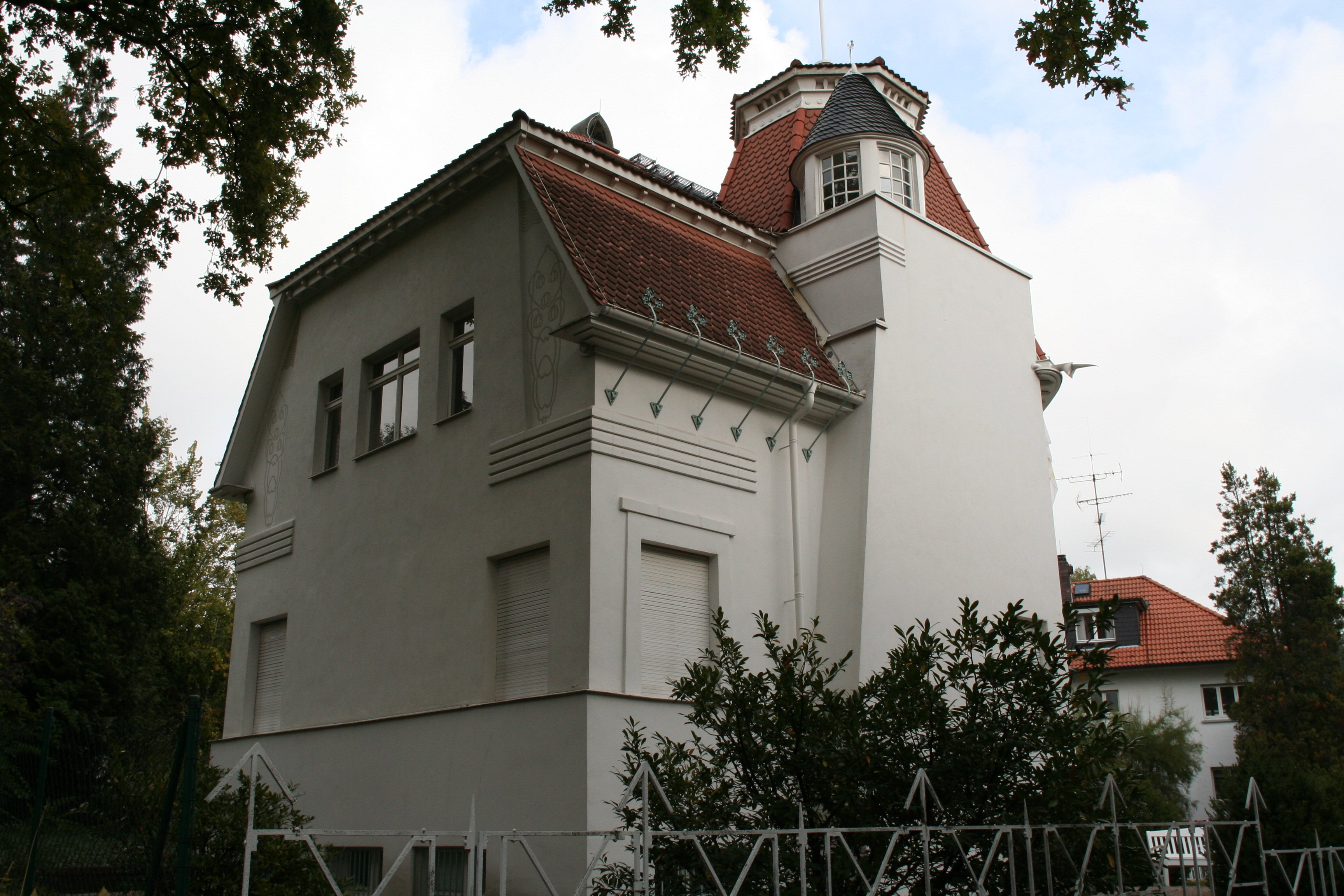
Nhà của Wilhelm Deiters
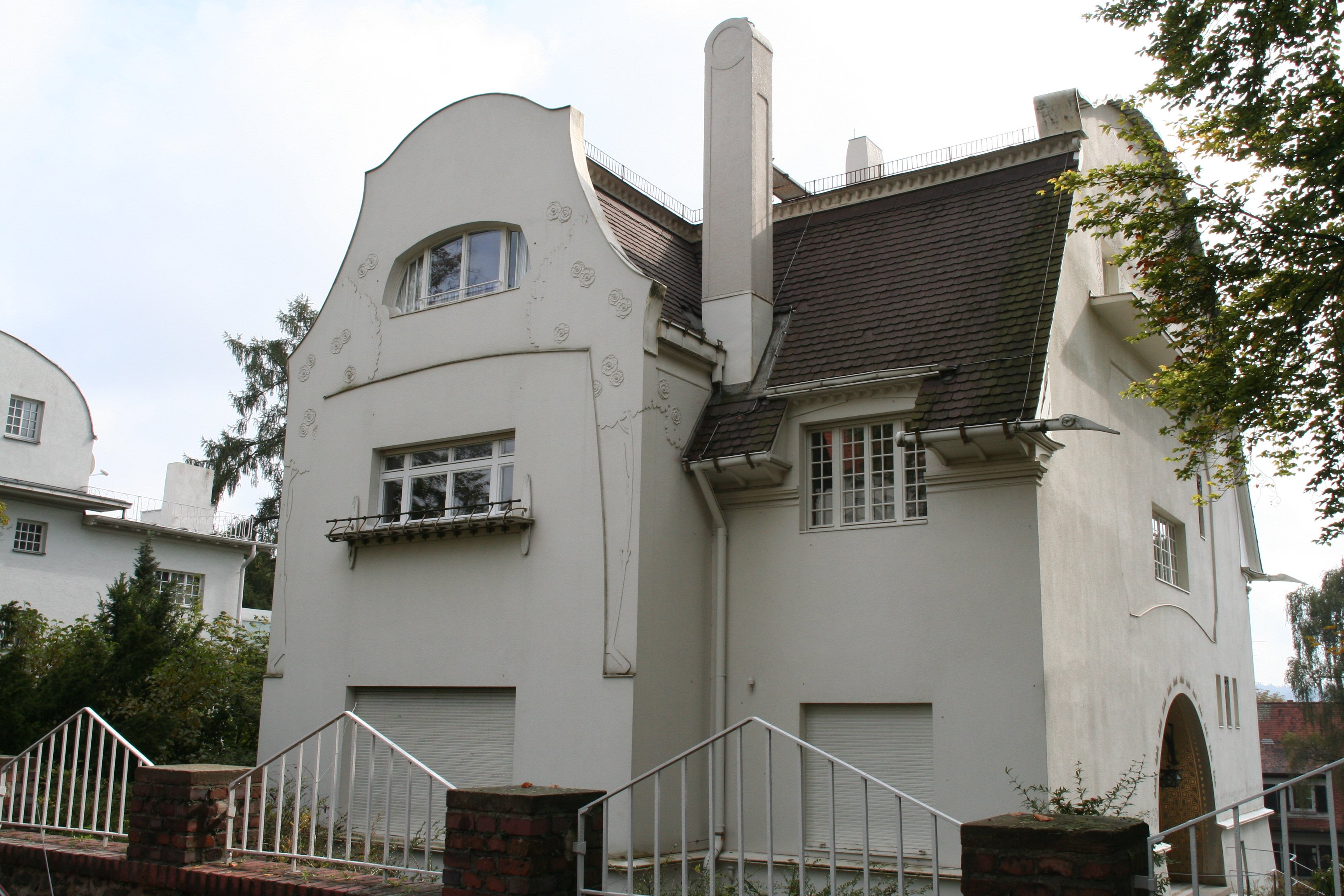
Nhà Glückert lớn
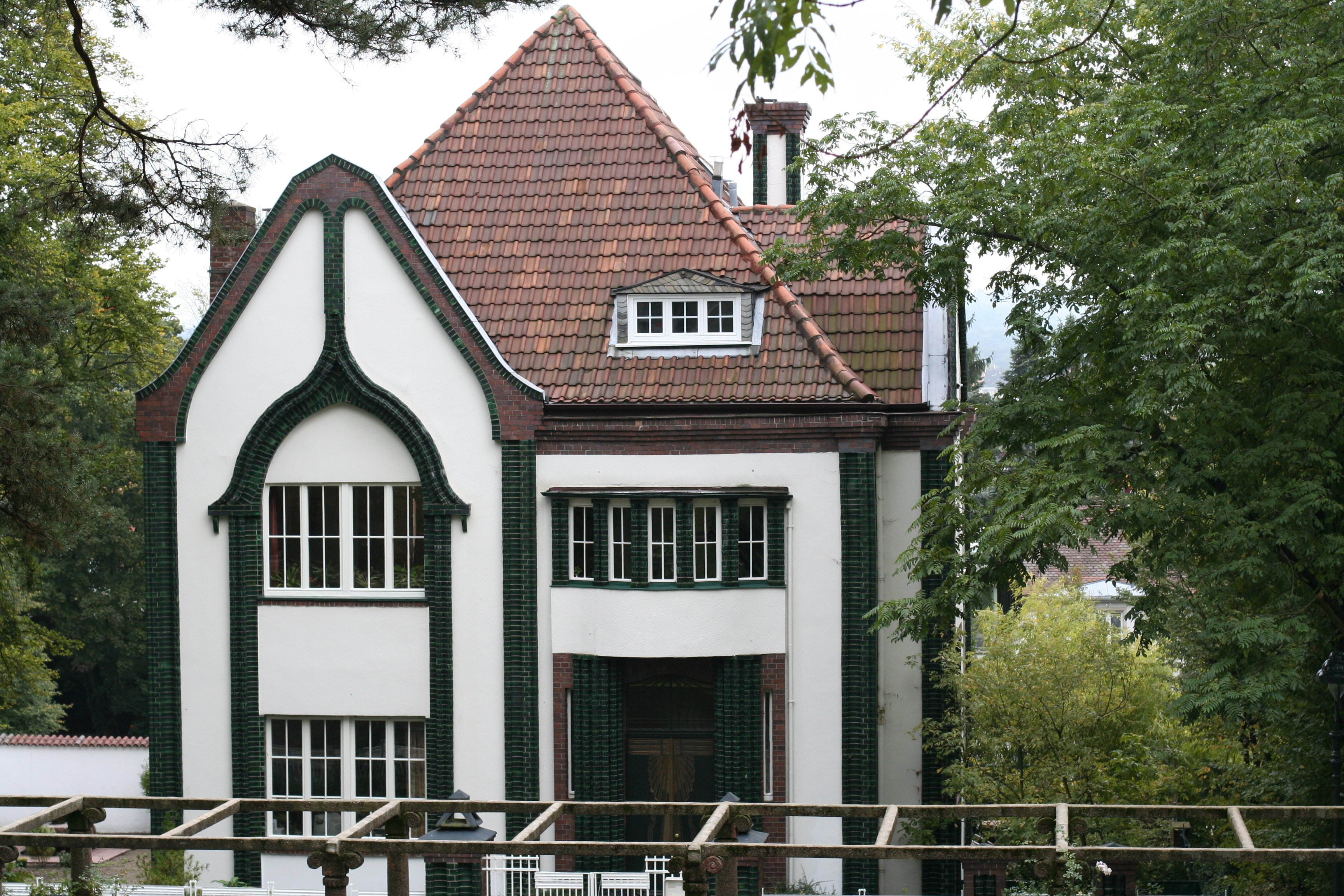
Nhà của Peter Behrens
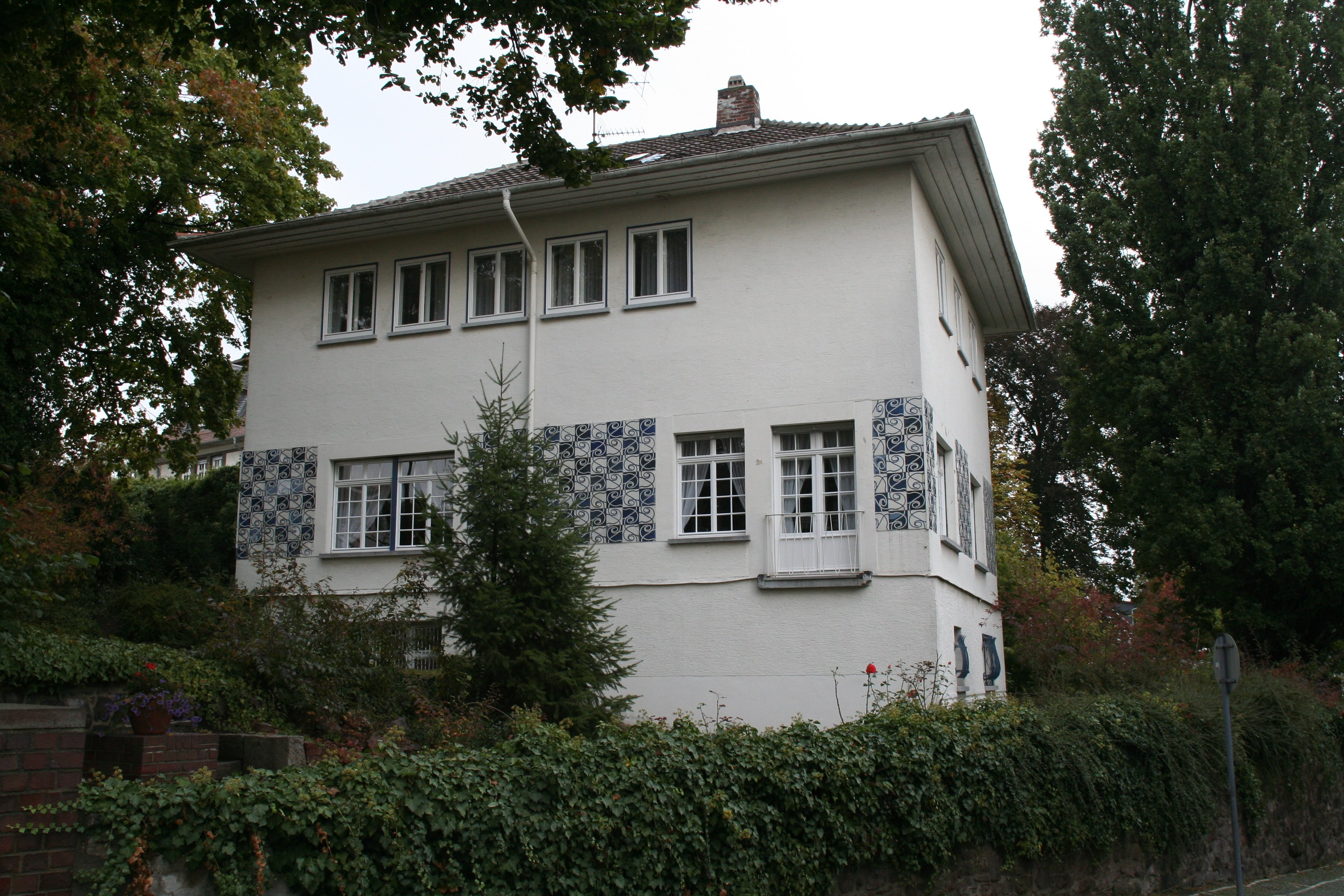
Nhà của Joseph Maria Olbrich

## Triển lãm lần thứ hai
Cuộc triển lãm thứ hai vào năm 1904 hầu như chỉ có những công trình xây dựng tạm thời sau những thiệt hại lớn về tài chính của cuộc triển lãm đầu tiên. Các thành viên còn lại lúc này là Olbrich và Habich có sự góp mặt thêm của ba thành viên mới gồm Johann Vincenz Cissarz, Daniel Greiner và Paul Haustein.
Nhóm ba ngôi nhà thông nhau ở góc Stiftstraße và Prinz-Christians-Weg được xây dựng vào năm 1904 theo thiết kế của Joseph Maria Olbrich. Olbrich, Paul Haustein và Johann Vincenz Cissarz chịu trách nhiệm trang trí cho ba ngôi nhà. Chúng được thiết kế để minh chứng cho cuộc sống của tầng lớp trung lưu. Chúng bị thiệt hại nặng nề trong chiến tranh và ngôi nhà xanh ở giữa được dọn dẹp cho một công trình mới.

## Triển lãm lần thứ ba
Cuộc triển lãm thứ ba mở cửa cho các nghệ sĩ và thợ thủ công từ Hesse, tập trung vào khu dân cư nhỏ để cho thấy các hình thức sống hiện đại có thể đạt được chỉ với khả năng tài chính hạn hẹp. Chủ đề của triển lãm là nghệ thuật ứng dụng và miễn phí. Ngoài Olbrich, nhóm còn có các nghệ sĩ Albin Müller, Jakob Julius Scharvogel, Joseph Emil Schneckendorf, Ernst Riegel, Friedrich Wilhelm Kleukens và Heinrich Jobst.
- Toà nhà Triển lãm: Joseph Maria Olbrich đã lên kế hoạch cho Hochzeitsturm (Tháp Lễ cưới) và toà nhà triển lãm kế bên, được khai trương vào năm 1908 như một địa điểm cho các thành viên của nhóm nghệ sĩ trưng bày các tác phẩm nghệ thuật. Tòa nhà nằm trên một hồ chứa cũ là một phần của hệ thống dẫn nước của Darmstadt, ban đầu chỉ được lấp bằng đất.
- Nhà triển lãm Thượng Hesse: Ngôi nhà này được thiết kế bởi Olbrich như một địa điểm trưng bày các sản phẩm công nghiệp và thương mại từ Thượng Hesse và phần lớn được trang trí bởi ông.
- Nhà của Conrad Sutter: Kiến trúc sư Conrad Sutter đã thiết kế và xây dựng ngôi nhà này, cũng như thiết kế toàn bộ nội thất.
- Nhà Wagner-Gewin: Kiến trúc sư Johann Christoph Gewin đã lên thiết kế cho ngôi nhà cho người thợ xây Wagner. Nó đã bị phá hủy trong chiến tranh.
- Thuộc địa cư trú nhỏ: Được dựng lên trên sườn phía đông của Mathildenhöhe như một kiểu mẫu về nơi cư trú cho các tầng lớp ít khá giả hơn. Nó được tạo thành từ một ngôi nhà đôi thông tầng, hai nhà liền kề và ba nhà đơn lẻ. Sáu nhà tư bản công nghiệp từ Hesse đã cung cấp tài chính với yêu cầu các ngôi nhà phải có ít nhất ba phòng ở, được làm bằng vật liệu xây dựng địa phương và không quá 4000 Mác cho một ngôi nhà một người ở hoặc 7200 Mác cho một ngôi nhà hai người ở. Hơn nữa, các kiến trúc sư được yêu cầu thiết kế nội thất có giá dưới 1000 Mác cho mỗi căn hộ. Các tòa nhà được thiết kế bởi các kiến trúc sư Ludwig Mahr, Georg Metzendorf, Josef Rings, Heinrich Walbe, Arthur Wienkoop và Joseph Maria Olbrich. Các tòa nhà đầy đủ tiện nghi được trưng bày vào năm 1908 nhưng đã bị tháo dỡ ngay sau khi kết thúc triển lãm.
- Nhà của công nhân Opel: Olbrich được ủy quyền bởi công ty Opel từ Rüsselheim để thiết kế một ngôi nhà hoàn chỉnh cho một người ở với thiết kế nội thất như một phần của thuộc địa cư trú nhỏ. Thay vì bếp ăn thông thường vào thời đó, có một bếp nhỏ và một phòng khách lớn ở tầng trệt. Ở tầng hai, có hai phòng ngủ lớn và một phòng tắm.
- Nhà của công nhân, Erbacher Straße 138–142: Ba ngôi nhà của Mahr, Metzendorf và Wienkoop đã bị tháo dỡ sau cuộc triển lãm năm 1908 và chuyển đến khu vực mà bây giờ là Erbacher Straße theo ủy quyền của trang trại gần đó.

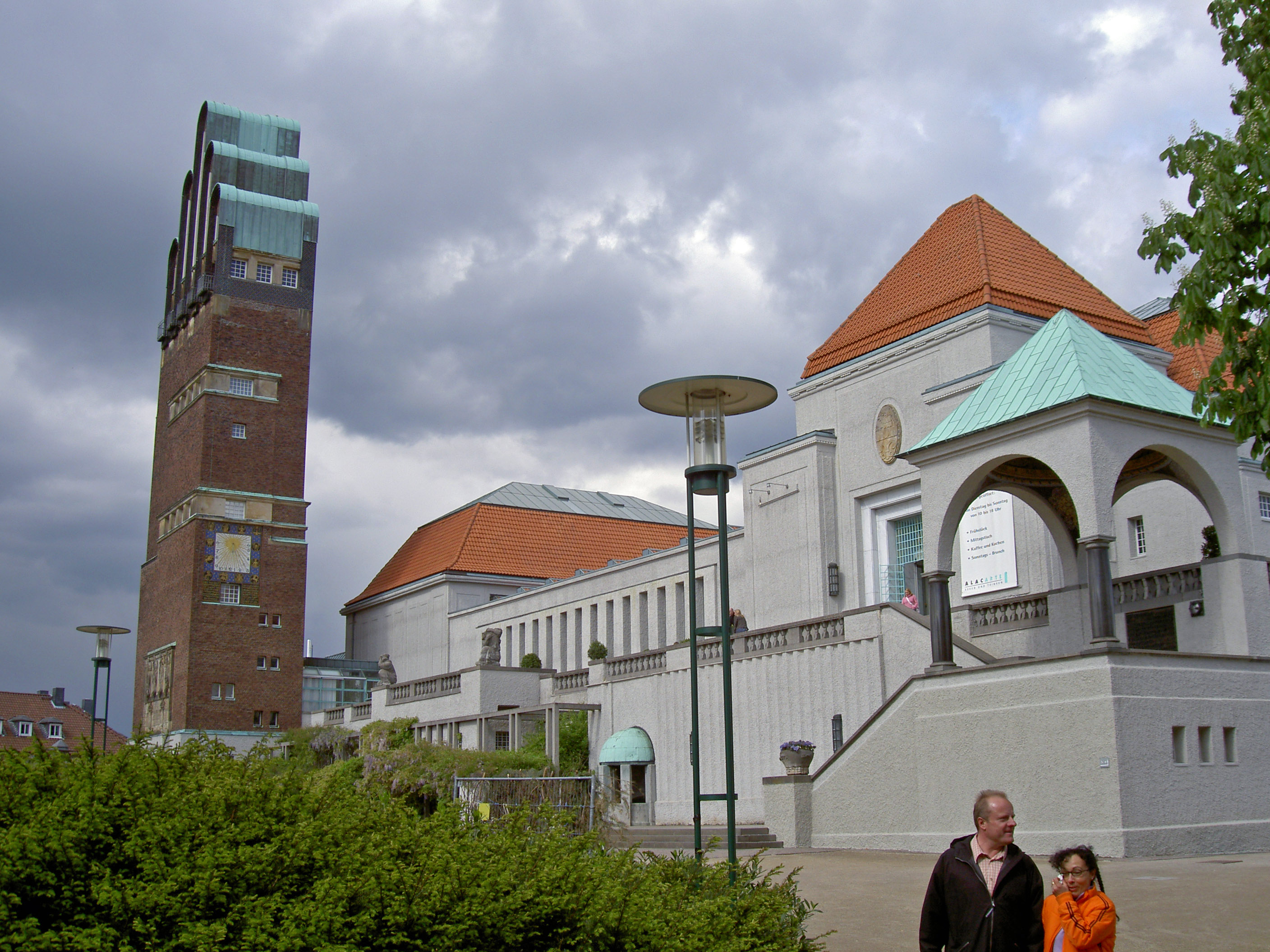
Tòa nhà triển lãm với tháp đám cưới
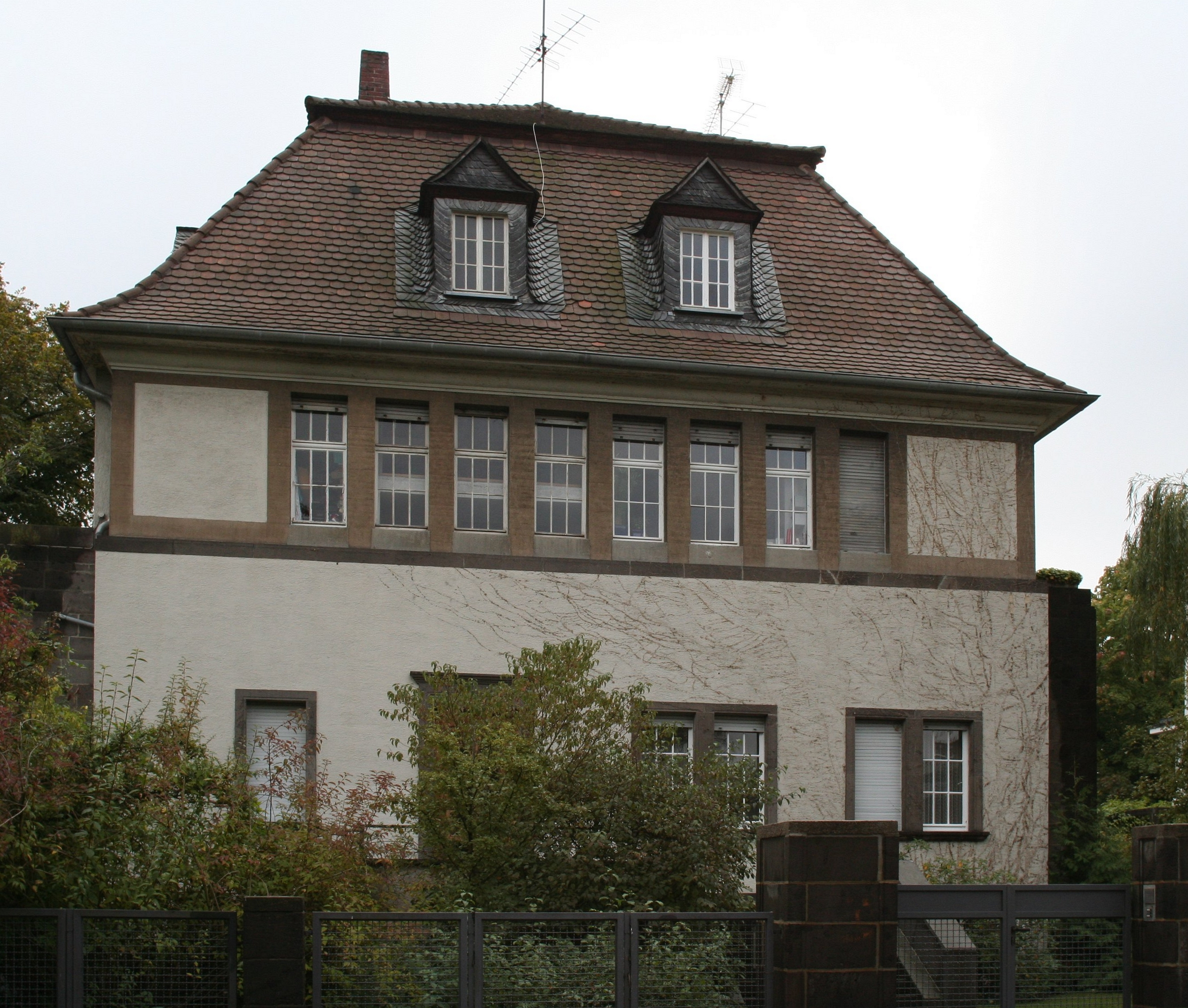
Tòa nhà triển lãm Thượng Hessen
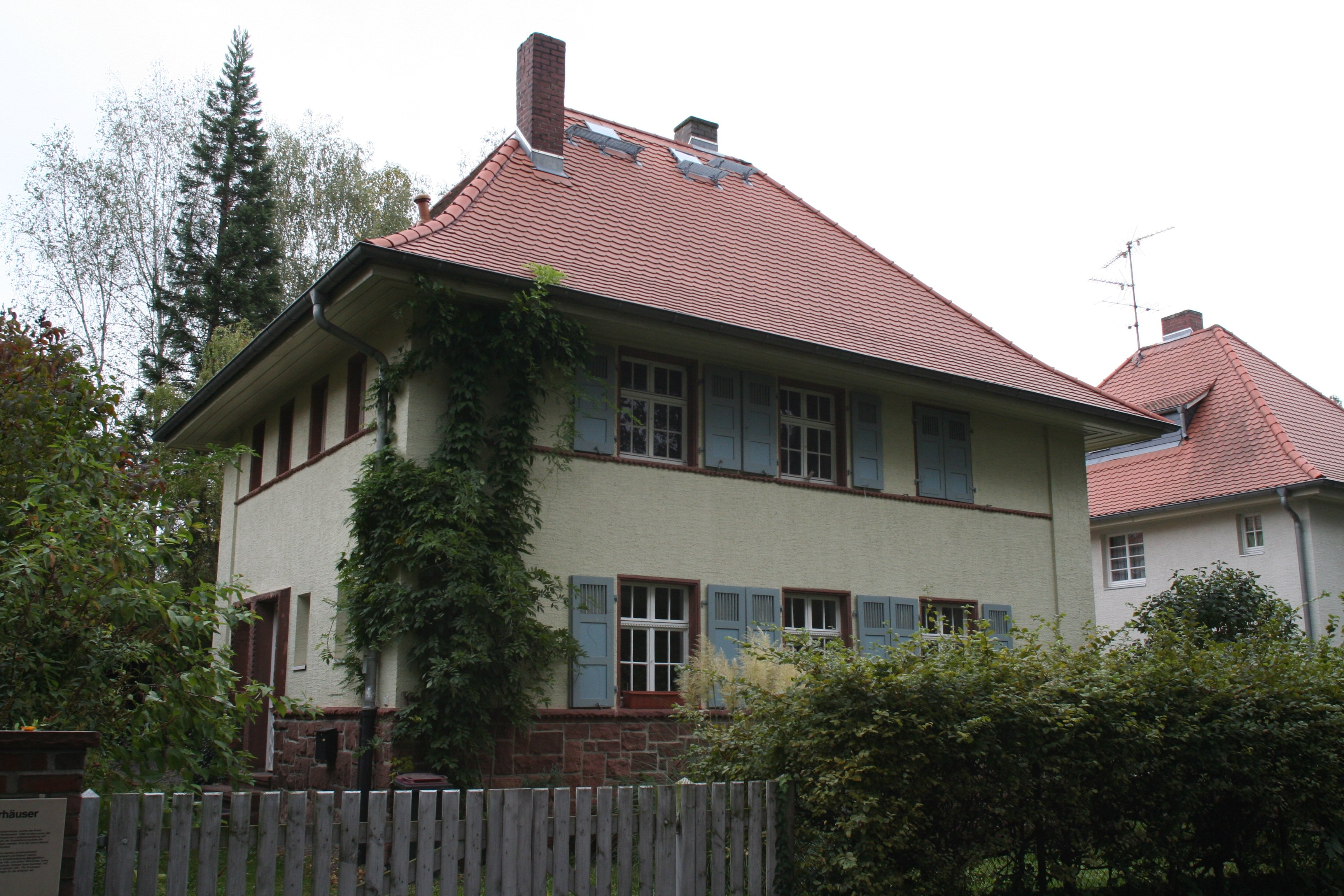
Nhà công nhân của Metzendorf

## Triển lãm lần thứ tư
Trọng tâm đặc biệt của cuộc triển lãm là khu nhà cho thuê, nơi Albin Müller đã dựng lên một nhóm 8 tòa nhà chung cư ba tầng cho thuê trên sườn phía bắc của Mathildenhöhe. Ba ngôi nhà trong số đó có các thiết kế nội thất kiểu mẫu của các thành viên nhóm nghệ sĩ. Phía sau của các tòa nhà này là một xưởng vẽ năm tầng. Dãy chung cư này đã bị phá hủy trong Thế chiến II nhưng rất may xưởng vẽ và mặt tiền sọc nâu phía nam vẫn sống sót. Lùm cây sung dâu và cổng sư tử (nay là cổng vào Công viên Rosenhöhe) vẫn có thể được nhìn thấy ngày nay. Các thành viên của nhóm nghệ sĩ lúc bấy giờ gồm có Heinrich Jobst, Friedrich Wilhelm Kleukens, Albin Müller, Fritz Osswald, Emanuel Josef Margold, Edmund Körner và Bernhard Hoetger.

## Thuộc địa mới ở Rosenhöhe
Thành phố Darmstadt đã thành lập một thuộc địa mới cho các nghệ sĩ vào những năm 1960. Bảy xưởng vẽ và dinh thự đã được xây dựng từ năm 1965 đến 1967 theo kế hoạch của Rolf Prange, Rudolf Kramer, Bert Seidel, Heribert Hausmann và Reinhold Kargel. Tác giả Heinrich Schirmbeck, nhà thơ trữ tình Karl Krolow, nhà sử học nghệ thuật Hans Maria Wingler và nhà điêu khắc Wilhelm Loth là những cư dân của thuộc địa này.